# Петровиці (Жилінський край)
Петровиці — (словац. Petrovice), село (обец) в складі Окресу Битча розташоване в Жилінському краї Словаччини. Перша згадка про село датована 1312 роком. До складу обца входить ще село Сетехов
Обец Петровиці розташований в історичному регіоні Словаччини — Під'яворницькому підвищенні (Podjavorníckej vrchovine) в його східній частині орієнтовне розташування — супутникові знімки. Обец розтягнувся по всій долині Петровіцького потоку та займає площу в 3254 гектари з 1502 мешканцями. Розміщений орієнтовно на висоті в 371 метр над рівнем моря, відоме своїми природними, рекреаційними ресурсами. Протікає річка Петровічка і Коларовицький потік.

## Населення
| Рік:            | 1994. | 2004.   | 2014.   | 2024.   |
| --------------- | ----- | ------- | ------- | ------- |
| Кількість осіб: | 1339  | 1472    | 1559    | 1671    |
| Різниця:        |       | +9,93 % | +5,91 % | +7,18 % |

| Рік:            | 2023. | 2024.   |
| --------------- | ----- | ------- |
| Кількість осіб: | 1663  | 1671    |
| Різниця:        |       | +0,48 % |